# 拉塔耶
拉塔耶（法語：La Taillée，法語發音：[la taje]）是法国卢瓦尔河地区大区旺代省的一个市镇，属于丰特奈勒孔特区。

## 地理
拉塔耶（46°22'46"N, 0°55'42"W）面积11.57 平方千米，位于法国卢瓦尔河地区大区旺代省，该省份为法国西部沿海省份，北起大西洋卢瓦尔省和曼恩-卢瓦尔省，西临大西洋，南至滨海夏朗德省，东部及东南部与德塞夫勒省接壤。
与拉塔耶接壤的市镇（或旧市镇、城区）包括：马朗、勒盖德韦吕尔、勒朗贡、武耶莱马赖、旺代河畔莱韦吕尔。

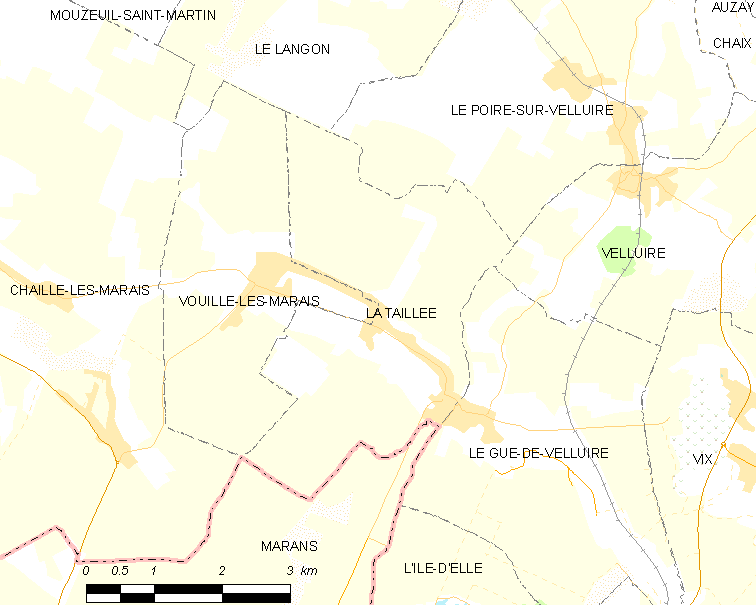
拉塔耶的OSM定位图

拉塔耶的时区为UTC+01:00、UTC+02:00（夏令时）。

## 行政
拉塔耶的邮政编码为85450，INSEE市镇编码为85286。

## 政治
拉塔耶所属的省级选区为吕松县。

## 人口

1962-2008年间拉塔耶人口变化图示

拉塔耶于2022年1月1日时的人口数量为551人。